# Geoffroy de Lèves
Geoffroy de Lèves (✝1149) est un évêque de Chartres de 1115 à 1149.

## Biographie
Réformateur de tendance clunisienne, il soutient le développement de l'École de Chartres en la plaçant sous l'autorité d'un chancelier choisi parmi les chanoines. Il fonde l'abbaye Notre-Dame de Josaphat en 1117,. A cette occasion, Geoffroy de Lèves donne avec son frère Gosselin de Lèves , seigneur de Lèves, les cures de Saint-Arnoult-des-Bois et de Saint-Martin d'Orouër, ainsi que d'autres terres dans le Perche, dans leurs terres ancestrales,, pour la fondation de cette abbaye.
Selon Charles Métais qui le rapporte Geoffroy aurait fait cette fondation sur l'invitation du pape Pascal II, en commutation d'un vœu que Geoffroy avait fait d'aller à Jérusalem, lorsqu'élu par le clergé de Chartres, il vint à Rome pour obtenir du Saint-Père l'institution canonique. Le pape accepta de le dégager de son vœu, à la condition pour lui de faire édifier lorsqu'il le pourrait un monastère où l'on prierait continuellement pour les besoins de la Terre-Sainte. C'est ainsi qu'il fonda l'abbaye de Josaphat avec l'aide de son frère.
Les chanoines de Saint-Maurice se plaignirent que ce monastère qui était construit dans l'enceinte de leur paroisse, attirait par trop les fidèles et que leur église se vidait. Geoffroy par des lettres du 3 janvier 1121 arrangea ce différend.